# Black Creek Pioneer Village
Black Creek Pioneer Village, anciennement Dalziel Pioneer Park, est un musée en plein air situé à Toronto, Ontario, Canada. Situé dans le quartier de North York, il surplombe et porte le nom de Black Creek (en), un affluent de la rivière Humber. Le village est une reconstitution de la vie en Ontario au XIXe siècle. Il a été ouvert en 1960 et est exploité par la Toronto and Region Conservation Authority,.
En 2023, le Toronto and Region Conservation Authority annonce qu'il changerait de nom au cours du premier trimestre 2024, pour prendre officiellement le nom de The Village at Black Creek.
En 2013, la Commission de transport de Toronto annonce que sa nouvelle station, situé à proximité, portera le nom Pioneer Village.